# Moler
Moler (udtales ['mo’le’r]) er en form for diatomit, som i den geologiske epoke Eocæn blev aflejret i op til 60 m tykkelse i et afgrænset område i den vestlige del af Limfjorden og under dele af Nordsøen. Moleret betegnes stratigrafisk som Fur Formationen, som svarer til Ølst Formationen i det øvrige Danmark. Moler er mest kendt fra blotninger på Fur og Mors, hvor det fremstår som en lys, i tør tilstand næsten hvid fast jordart domineret af diatomé-skaller og med et stort antal vulkanske askelag samt hærdnede kalkrige konkretioner, såkaldt cementsten, som er rige på meget velbevarede fossiler. De fleste danekræ stammer fra moleret.
Moler består af ca. to trediedele diatomé-skaller og ca en trediedel lerpartikler, mest af mineralet montmorillonit. 67,8% SiO2 6,7% Al2O3 5,5% Fe2O3. De mange askelag er nummererede fra -39 til +140, og Fur Formationen er delt i to led, nederst Knudeklint Led (negative serie af askelag) og øverst Silstrup Led (positive serie). Diatomiten, som er så let og porøs, at den i tør tilstand kan flyde på vand, er siden begyndelsen af 1900-tallet på Fur og Mors blevet indvundet og brugt til fremstilling af varmeisolerende molersten og væskeabsorberende granulat, bl.a. kattegrus.

## Dannelse
Ved overgangen mellem epokerne Palæocæn og Eocæn var det danske område del af et indhav, som dækkede det meste af den nuværende Nordsø og med forbindelse til Nordatlanten gennem et sund mellem Skotland og Norge. Klimaet var varmt, måske i en grad, så der en overgang herskede subtropiske forhold ved Nordpolen, og grunden hertil var sandsynligvis den pladetektoniske åbning af Atlanterhavet, mellem Grønland på den ene side og Norge og de britiske øer på den anden. I takt med disse landområder begyndte at glide fra hinanden, dannedes der i havet mellem dem ny havbund ved oceanbundsspredning, hvilket begyndte for 55,8 mio år siden, et tidspunkt som markerer begyndelsen på Eocæn-epoken. Store mængder smeltet kappemateriale blev ført op mod jordoverfladen, hvor det størknede til ny oceanbund, mens metanholdige havbundssedimentmenter blev opvarmet så metanen blev frigivet til atmosfæren. Andre steder kom kappematerialet op gennem vulkaner, som sendte både aske og kuldioxid op i atmosfæren. Dette fremkaldte en kraftig drivhuseffekt, som var årsagen til det varme klima. Mængden af frigivne drivhusgasser er anslået til 1500-2000 gigatons (mia tons). I Tidlig Eocæn varierede den årlige middeltemperatur formentlig mellem 15° og 21° C, mens årsnedbøren er anslået til at have været 1.200–1.400 mm (til sammenligning er de nugældende værdier for Danmark ca 8° C og 750 mm).
Amerikansk forskning antyder at isen i en periode på 1 million år smeltede værk fra nordpolen, hvor der i denne tid fandtes et hav fyldt med andemadslignende vandbregner. Fra molerets bund for 55,8 millioner år siden til toppen for cirka 53 millioner år siden dækker aflejringen over et lokalt klima der først virkede nærmest tropisk, for siden at blive subtropisk og ende som tempereret. Dette tolket af fossilerne. Fossilerne beskriver samtidigt hvorledes molerhavet først var et afsnøret indhav, der siden fik kontakt til det åbne hav.[kilde mangler]

### Moler
I det varme hav var der havstrømme som førte næringsrigt bundvand op til overfladen, hvilket lokalt fremkaldte en voldsom opblomstring af diatomé-alger, som aflejredes som moler. Den danske molerforekomst er den eneste i Nordeuropa, og de lokale forhold må derfor have været usædvanligt gunstige for diatoméerne. Det varme drivhusklima gjorde, at der ikke var ilt ved havbunden, så døde dyr og planter som er sunket til bunds er bevaret i et enestående detaljeret omfang.
Moler er kalkfri, men i visse horisonter kan man finde linse- eller bolleformede konkretioner af såkaldt cementsten, hvor den porøse molers porerum er blevet udfyldt med udfældninger af calcit stammende fra kalkskallede organismer. Cementstenen er dannet i ringe dybde under havbunden kort tid efter moleret blev aflejret, og her kan man finde meget velbevarede fossiler, som ikke er blevet fladtrykt af efterfølgende kompaktion af lagene.

### Askelag
Tilstedeværelsen af et saa overordentlig ejendommeligt Led i Landets geologiske Opbygning ... kom derved ... for første Gang til de danske Geologers Kendskab. Det er vel næppe for meget sagt, at ingen enkelt Opdagelse indenfor vor Geologi har vakt tilnærmelsesvis saa megen Opmærksomhed som denne; man kendte ikke i Forvejen et eneste Spor af vulkansk Virksomhed her i Landet og for Skandinaviens Vedkommende i al Fald ikke særlig meget deraf, og saa blev man pludselig stillet overfor en Udbrudsvirksomhed, der efter alt, hvad man kendte til Forholdene, maatte have været af ret betydelige Dimensioner, selv om det først noget senere viste sig, at Udbredelsesomraadet var langt større end det forholdsvis ubetydelige egentlige Moleromraade. I Overraskelsen over det Nye blandede der sig for manges Vedkommende, som man kan tænke sig, en Del Ærgrelse over, at man ikke selv havde kunnet gøre denne, dog ret nærliggende Opdagelse.
Både moleret tilhørende Fur Formationen og det omkringliggende plastiske ler fra Ølst Formationen indeholder askelag fra vulkanudbruddene, og i alt er der registreret 187 askelag, som pga den iltfrie havbund ikke er forstyrrede og derfor kan følges over lange afstande og fungerer som stratigrafiske marker-horisonter. I den såkaldt negative serie, med numrene -39 til -1, er askelagene tynde og spredtliggene og med sur sammensætning, mens de i den positive serie, med numrene +1 til +140, er væsentligt tykkere og tættereliggende, hvilket er tegn på en øget vulkansk aktivitet. Askelagene i den øvre serie er næsten alle af basaltisk sammensætning, hvilket viser at vulkanerne nu har ligget til havs, ude i det nydannede ocean. Det tykke askelag -17 er dateret til 55,39 mio år. Det tykkeste askelag er +19, som er dateret til 54,1 mio år, [kilde mangler] og det stammer fra et af verdenshistoriens voldsomste vulkanudbrud, hvor anslået 1.200 km3 aske er blevet slynget ud og har dækket 3 % af Jordens overflade med 5 mm aske. Den samlede mængde aske fra alle askelagene er anslået til mellem 6.000 og 21.000 km3, og lagene er fundet så langt borte som i havet sydvest for Irland og i Østrig.
Da askelagene bliver tykkere mod nord, må vinden have ført asken ned fra vulkaner nord for Danmark. Afstanden mellem askelagene indikerer hvor tit vulkanerne har været i udbrud og tykkelsen af askelagene indikerer styrken af vulkanudbruddet og/eller afstanden til vulkanerne. [kilde mangler]
Man mente oprindeligt ikke, askelagene var aske, men sorte fordi de indeholdt kul, og under Napoleonskrigene satte man i 1809 svenske krigsfanger til at grave efter kul på Furs nordkyst, dog uden resultat. I Forchhammers beskrivelse af Danmarks geologi fra 1835 omtalte han askelagene som kulholdigt sand, og det var ikke før end 1883 at et par belgiske geologer fandt frem til, der faktisk var tale om askelag. Først 20 år senere fik danske geologer kendskab til de belgiske undersøgelser, men endnu 15 år senere havde man fået kortlagt 179 askelags udbredelse over store dele af Danmark.

### Glacialtektonik
Frem til engang i Kvartærtiden lå molerslagene i 50-100 m dybde under havniveau, men istidernes gletsjere har, i stil med forholdene ved Møns Klint, presset lagene op og foldet dem, så de nu danner kernen i mange bakkelandskaber i den vestlige del af Limfjorden, hvor de kan beses i kystklinter, fx Hanklit på Mors, Knudeklint på Fur, foruden molergrave på de to øer.
- Moler med mørke bånd af vulkansk aske
- Molerprofil i nedlagt råstofgrav på Fur
- Knudeklinterne på Fur - Ved denne lokalitet er der fundet mange enestående fossiler
- Fossilt fuglehoved med bevarede fjer
- Kerneprøve af gråligt og grønligt plastisk ler fra Ølst Fm, med to violette askelag (pile); prøvediameter 10 cm, nedad til højre

## Fossiler
Moleret har et stort og meget varieret indhold af yderst velbevarede fossiler. Noget af det unikke ved molerets fossiler er at de repræsenterer både landlevende og havlevende former. De er derfor også en meget pålidelig kilde til rekonstruktion af palæontologi. Moleret er desuden det jordlag i Danmark hvor der er fundet flest Danekræ, som kan ses udstillet på på Molermuseet, Fur Museum og på Geologisk Museum. Samlingerne på museet Fur Museum viser dyr der afspejler en fauna der over disse millioner år afspejler ændringer i både klima og levevilkår. Udenfor Molermuseet på Nordmors og Fur Museum på Fur er det i nedlagte råstofgrave stadig muligt at finde fossile fisk, insekter og planter fra dengang Danmark lå i den subtropiske zone.

### Fugle
Af speciel international interesse er de mange fuglefossiler, der ofte er meget velbevarede. På stort set alle andre lokaliteter i verden er fossilerne presset flade af kompaktion gennem tiden. Den tidligste tertiære fauna med over 30 arter, nogle næsten bevaret i 3D og endda med fjer. De fleste er de tidligst kendte inden for deres orden. Alle har været landlevende fugle. Blandt de fundne fugle er Lithornis vulturinus (en stenfugl) og "Morsoravis sedilis" (en mågefugl), en træsejler, Eocypselus vincenti, en skrigefugl (i familie med ellekrage, biæder, isfugl), endvidere fund af turako eller trogon (tropiske skov- og savannefugle), formodede vadefugle, ibisser og skestorke.

### Krybdyr
Skildpadder og slanger: Stor læderskildpadde (Eosphargis breineri), næsten komplet, desuden havskildpadde (Tasbacka), ferskvandsskildpadde og havslange (palaeophis).

### Fisk
Stor fauna af benfisk, marine, sandsynligvis de tidligste egentlige dybhavsfisk, en ‘hval-fisk’; tidligste medlemmer af mange nulevende arter bevaret i form af hele skeletter. Enkelt sjældne og store eksemplarer er blevet fundet (2 ‘knogletunger’, og 1 tarpon. Der er fundet over 60 arter hvoraf "guldlaks" er helt dominerende. Flere af fiskene lever i dag lever på flere hundrede meter vand, og havdybden var antagelig 500 m. Der er fundet 7-8 forskellige hajer, den største, Striatolamia striata, forekommer mest talrigt. Fiskefaunaen har været rig og omfatter blandt andre lakstobis, makrel, pindsvinefisk, sild, smelt, smørfisk, torsk, ål, trompetfisk, malle.

### Insekter
Stor fauna fra land, over 200 arter, mange de ældste i deres familie; mange med farveaftegninger på vinger og meget velbevarede øjne.  Blandt insekterne er repræsenteret arter af stankelben, myg, fluer, tæger, cikader, bladlus, vårfluer, dagsommerfugle, møl, vandkalve, græshopper, bier, hvepse, myrer, guldsmede, vandnymfer og stankelben.
Insekterne formodes at være blevet transporteret fra det sydlige og sydvestlige Skandinavien enten ved selv at have fløjet, ved transport med vinden eller måske fastsiddende på planterester. Eftersom hovedparten af insektfundene kun er fragmenter, hvor forrådnelsesprocessen har skilt vinger og ben fra kroppen formodes, at døde insekter har flydt rundt på havoverfladen i et stykke tid, inden de er sunket til bunds, hvilket indikere, at også havstrømme har virket som transportårsag. Da man stedvis har fundet et stort antal små ugle- eller møllignende sommerfugle (Amphiesmenoptera), formodes disse at være døde under træk i store sværme ud over havet. Insektfaunaen tyder på et subtropisk klima.

### Hvirvelløse dyr
De eneste fossile rejer fra Danmark, rurer og tanglus.
Der er fundet fem arter af muslinger (Bivalvia) og syv arter af havsnegle (Gastropoda). Blandt disse er en vingesnegl og en konksnegl, der ofte findes i større antal sammen.
Af pighuder (Asteroidea, Ophiuroidea) kendes fire arter, en slangestjerne og søstjerner. Af havsvampe (Porifera) er fundet to arter. Nogle af disse arter formodes at have levet nedgravet i havbunden.

### Landplanter
Nogle medlemmer af den Arcto-Tertiary flora; Store silificerede træstammer (op til 9 meter) af rødtræ. Kviste, blade samt nødder og kerner fra mange forskellige arter. I forbindelse med træstammer er der fundet muslinger og langhalse samt spor efter boremuslinger,  foruden rester af den jordbund som træerne har groet i.
Blandt fundne planter kan nævnes en vandbregne, silvania, blade af gingko (tempeltræ) og af et laurbærlignende træ, Macclintockia kanei samt bambus. Af andre arter kan nævnes eg, løn, platan, hassel samt fund af kogler fra nåletræer.

### Diatoméer
Stor diversitet af encellede marine alger med skal af kisel (opal), ca. 130 forskellige arter.

## Anvendelse
Moler indvindes på Fur og Mors af virksomhederne Skamol og Damolin, og det anvendes bl.a. til:
- Molersten til isolering af ovne og skorstene
- Kattegrus
- Fremstilling af dynamit
- Filtrering af gæret øl